# Alfred Chandler
Pour les articles homonymes, voir Chandler.
 (novembre 2015).
Alfred DuPont Chandler, Jr. (né le 15 décembre 1918 à Guyencourt, Delaware, États-Unis et mort le 9 mai 2007, Massachusetts, États-Unis), est un historien de l'économie américaine. S'étant concentré sur l'étude de la gestion des grandes entreprises américaines, il est souvent qualifié d'« historien des affaires ».

## Biographie
Dans les années 1950, il entreprend sa thèse d'histoire à l'université Harvard en se fondant sur les travaux de son arrière-grand-père, lui aussi historien des affaires et éditeur, Henry Vernum Poor. Il rentre ensuite au Massachusetts Institute of Technology (MIT) comme Research Associate et devient directeur du département d’histoire de l’université Johns Hopkins en 1965. Puis, il expose une fresque historique des moyens de production des États-Unis, celle que retiendront majoritairement les sciences du management et de la gestion.
Professeur à la Harvard Business School, sa recherche se focalise sur le modèle de la construction de « l’entreprise moderne ».

## Le rôle des managers: disposer d'une stratégie et d'une vision sur leur organisation
Trop souvent perçu comme le débat entre la structure de l'entreprise et ses possibilités stratégiques, cette vision, maintes fois discutée dans les travaux de stratégies, ne correspond que partiellement aux propos de l'ouvrage et de l'auteur.
En effet, Stratégies et structures  est, essentiellement, un ouvrage de descriptions organisationnelles. Ces études comparatives présentent quatre dimensions de l’intégration verticale. Celles-ci sont présentées par des descriptions organisationnelles de grandes firmes historiques de l’économie des États-Unis ; elles exemplifient également quatre dimensions de la problématique propre à la gestion, lors du développement d’une firme.
C’est, en effet, le cumul des fonctions et des organisations qui oblige les managers : soit à rester avec leur structure initiale et ne pas se développer, soit à innover une nouvelle organisation. L’innovation organisationnelle est une manière de développer l’entreprise, pour que les managers, tel que le dit si pertinemment Brown, « [y voient] plus clair ». C'est-à-dire cette aptitude à prendre conscience de l’inadéquation de l’organisation vis-à-vis d’une meilleure économie de la coordination des biens.
Dans Stratégie et structures, Chandler retient quatre dimensions de la visibilité, pour une meilleure gestion des grandes firmes : 
- une information de gestion rigoureuse et chiffrée,
- une centralisation de la décision et donc une remontée de cette information,
- une entreprise dont les directions fonctionnelles sont coordonnées entre elles,
- une distribution (commercialisation ?) décentralisée qui répond à la fonction stratégique.

## Contre le marché traditionnel opaque: "La main visible des managers"
La Main visible des managers est son ouvrage le plus célèbre, le plus abouti, sans doute. Chandler eut pour objectif d’examiner et d'expliquer l’évolution de l’organisation ; savoir comment se rejoignait l’histoire de la gestion autant de la production que de la distribution, aux États-Unis, depuis la révolution industrielle (moitié du XIXe siècle).
Ses ouvrages historiques sont des essais, et non pas des résumés de simples recherches académiques. En cela, il démontre, historiquement, comment se sont formées les premières entreprises modernes – les premières, celles exposées sont les industries ferroviaires. Il tente de démontrer que les entreprises modernes sont celles qui intègrent toutes les fonctions de l’économie d’un bien : des matières premières, la production, jusqu’à la distribution.
La firme multidivisionnelle est ainsi l’archétype des plus grandes structures productives, des plus grands groupes ; et a fait historiquement des États-Unis, la première économie du monde. L'organisation matricielle, ou l'organisation en réseaux en sont des formes plus modernes.
Ce livre est une référence théorique pour l'organisation des entreprises, plus que pour l'économie, car il est très descriptif et historique.
Pour Chandler, la main visible des managers est naturellement l'ensemble des actions des dirigeants qui tendent à s'opposer à leur profit à la primauté d'une concurrence implacable, d'une main invisible, telle que Adam Smith la décrivait comme inexorable et qui aurait tendance à niveler leurs profits.

## La dynamique du Capitalisme: pour les États-Unis, l'Allemagne, La Grande-Bretagne.
Un leadership américain qu’il défendra dans son troisième grand ouvrage, dont le titre français est Organisation et performances des entreprises.
Il répond ainsi aux accusations d’ériger, par le modèle économique américain, l’unique voie d’accession à la performance des entreprises. Son entreprise confirmera et relativisera cette position. Puisque le modèle américain est toujours présenté comme le plus performant du monde ; mais il démontre, à l’aide des cas britannique et allemand, que chaque société trouve ses propres modalités d’édification de la grande firme internationale.
Cependant, il y a des différences entre les pays. Il les démontre, afin de confirmer la performance du modèle américain. Le développement des capacités organisationnelles est ainsi un analyseur d’essor économique ; il fut moindre dans les deux autres pays : en raison de mauvais choix historiques des dirigeants et de l’environnement économique de ces pays.